# Shengrenjian (häradshuvudort i Kina, Shanxi Sheng, lat 34,84, long 111,19)
Shengrenjian (kinesiska: Chiu-p’ing-lu, Sheng-jen-chien-ts’un, P’ing-lu-hsien, 圣仁涧) är en häradshuvudort i Kina. Den ligger i provinsen Shanxi, i den norra delen av landet, omkring 360 kilometer söder om provinshuvudstaden Taiyuan. Antalet invånare är 258 241. Befolkningen består av 126 094 kvinnor och 132 147 män. Barn under 15 år utgör 16,0 %, vuxna 15-64 år 74 %, och äldre över 65 år 9,0 %.
Runt Shengrenjian är det ganska tätbefolkat, med 222 invånare per kvadratkilometer. Närmaste större samhälle är Sanmenxia, 7,8 km söder om Shengrenjian. Runt Shengrenjian är det i huvudsak tätbebyggt.
Genomsnittlig årsnederbörd är 661 millimeter. Den regnigaste månaden är juli, med i genomsnitt 151 mm nederbörd, och den torraste är december, med 3 mm nederbörd.